# Maria Luisa Rolando
Maria Luisa Rolando (Torino, 1934) è un'attrice italiana.

## Biografia
Ha lavorato come attrice nel cinema italiano dal 1956 al 1961.

## Filmografia

### Cinema
- Mio figlio Nerone, regia di Steno (1956)
- I miliardari, regia di Guido Malatesta (1956)
- Uomini e lupi, regia di Giuseppe De Santis e Leopoldo Savona (1957)
- Kean - Genio e sregolatezza, regia di Vittorio Gassman e Francesco Rosi (1957)
- Le notti di Cabiria, regia di Federico Fellini (1957)
- Una pelliccia di visone, regia di Glauco Pellegrini (1957)
- La grande ombra, regia di Claudio Gora (1957)
- El hincha, regia di José María Elorrieta (1958)
- I ragazzi dei Parioli, regia di Sergio Corbucci (1959)
- I ladri, regia di Lucio Fulci (1959)
- Agosto, donne mie non vi conosco, regia di Guido Malatesta (1959)
- L'amante del vampiro, regia di Renato Polselli (1960)
- Gli scontenti, regia di Giuseppe Lipartiti (1961)
- Le vergini di Roma, regia di Carlo Ludovico Bragaglia, Vittorio Cottafavi e Peter O'Cord (1961)